# Beit Hadassah

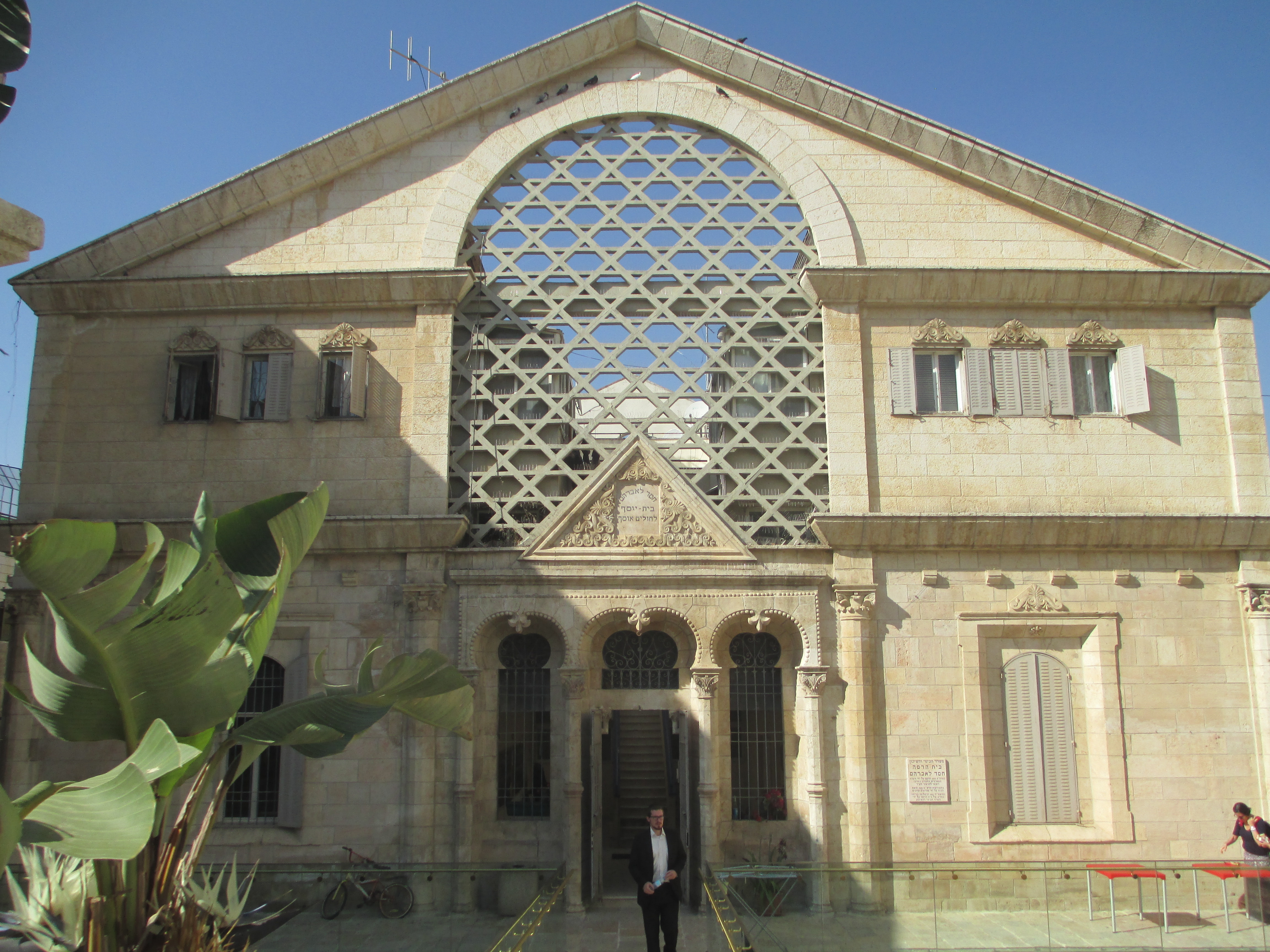
Beit Hadassah / Hébron

Beit Hadassah est une colonie israélienne, illégale au regard du droit international,, située dans la vieille ville d'Hébron, ville palestinienne de Cisjordanie, territoire palestinien occupé, dans la région des monts de Judée, au sud de Jérusalem.
Il s'agit de la première colonie établie dans le centre de la ville. Le complexe est composé principalement d'unités résidentielles entourant le bâtiment principal, facilement reconnaissable grâce à son toit en pente et à sa façade monumentale créée à partir de plusieurs étoiles de David. Des appartements sont situés à l'étage supérieur, tandis qu'un musée de l'histoire juive d'Hébron ainsi qu'un mémorial pour les victimes du massacre de 1929  se trouvent au rez-de-chaussée.
La colonie se trouve dans la zone H2 de la ville scindée, sous contrôle de l'armée de défense d'Israël, dans laquelle vivent environ 30 000 palestiniens et où se trouve une enclave de peuplement juif de 600 à 800 habitants. Cette zone a connu de multiples cycles de violence dans le contexte de la poursuite des activités de colonisation.
La communauté internationale considère les colonies israéliennes en Cisjordanie comme illégales au regard du droit international. L’article 49 de la quatrième Convention de Genève stipule en effet qu’une « puissance occupante ne pourra procéder à la déportation ou au transfert d’une partie de sa propre population civile dans le territoire occupé par elle ». Cette disposition importante du droit international humanitaire est universellement comprise comme interdisant l’établissement de colonies israéliennes dans n’importe quelle partie des territoires palestiniens occupés, mais le gouvernement israélien le conteste.

## Histoire
Le complexe historique Beit Hadassah date de 1893. Sa création a été initiée par le rabbin Haim Rahamim Yosef Franco (1833-1901), un érudit réputé et grand rabbin de la communauté séfarade d'Hébron. Le premier étage a été construit avec des fonds donnés par les communautés juives d'Afrique du Nord.
Le bâtiment s'appelait à l'origine Chesed L'Avraham (bonté d'Abraham) et servait d'infirmerie et de centre d'aide pour les nécessiteux. En 1911, un étage supplémentaire a été construit grâce à des fonds donnés par les communautés juives d'Inde et de Bagdad.
Plus tard, l'Organisation sioniste des femmes Hadassah d'Amérique a parrainé une clinique médicale qui offrait une assistance gratuite aux résidents juifs et arabes. Le célèbre pharmacien Ben Zion Gershon travaillait dans l'immeuble adjacent. Les leaders rabbiniques de la communauté juive tels que le rabbin Hanoch Hason, le rabbin Joseph Castel et leurs familles vivaient également dans les bâtiments adjacents au complexe.
Le 24 août 1929, l'hôpital a été le théâtre de violences interethniques qui ont fait des centaines de morts parmi la population juive et arabe de la ville. La veille du massacre, il y avait entre 600 et 800 Juifs à Hébron, appartenant aux communautés religieuses ashkénaze et séfarade, représentant 10% de la population de la ville. 67 d’entre eux ont été assassinés et des dizaines d’autres grièvement blessés. Les témoignages des survivants sont proprement insoutenables.
La clinique est pillée et brûlée. De nombreux juifs sont abrités par leurs voisins arabes. Les survivants sont amenés à Beit Romano, puis la communauté fuit la ville. Certains reviendront, mais partiront définitivement après la grande révolte arabe contre l’immigration juive sioniste et les autorités britanniques (1936-1939). En effet, ni sous mandat britannique, ni plus tard sous administration jordanienne, ils n’auront l’autorisation de regagner la ville.
Le complexe est ensuite utilisé de 1936 à 1948 comme fromagerie par les familles Abu Eiseh et Ezra, jusqu'à ce que la famille Ezra déménage à Jérusalem au milieu des années 1940. Hamed Abu Eisheh, associé à un juif d’Hébron dans un élevage de moutons, faisait aussi office de gardien du lieu.
Après la guerre de 1948, lorsqu'un grand nombre de réfugiés, en provenance des terres palestiniennes occupées par Israël, arrivent à Hébron, le bâtiment est utilisé par l'UNRWA, L’Office de secours et de travaux des Nations unies pour les réfugiés de Palestine dans le Proche-Orient, et sert ensuite d'école jusqu'au milieu des années 1970. Le lieu était alors connu sous le nom d’Al Daboya (en arabe: الدبويا),.
Avec la guerre de 1967, la tutelle jordanienne laisse la place à l’occupant israélien. En juin les soldats israéliens arrivent au cœur de la ville. Quelques milliers d’habitants fuirent vers la Jordanie. Pour certains d’entre eux, réfugiés de 48, c’était un deuxième exode. La même année, certains juifs espèrent revenir à Beit Hadassah. Bien que le gouvernement d'Israël ait fermé l'école qui occupait Beit Hadassah, il n'a pas rendu le bâtiment aux juifs et l'a laissé fermé. Des tentatives occasionnelles de repeuplement ont eu lieu, mais elles ont toutes échoué.
En 1979, alors que Menachem Begin était Premier ministre, dix-neuf femmes juives et une quarantaine d'enfants de la colonie de Kiryat Arba font irruption dans le bâtiment vide et s'y installent. Le gouvernement israélien n'a pas reconnu officiellement la colonie, mais n'a pas non plus tenté d'expulser les colons. Ces femmes et ces enfants qui ont vécu là dans des conditions particulièrement difficiles pendant presque toute une année représentent pour de nombreux colons " le noyau de la communauté juive restaurée d’Hébron".
Le maire d’Hébron de l’époque, Fahed Al Qawasmeh, élu en 1976 sur la liste de l’OLP, expulsé par Israël en 1980 puis assassiné à Amman en 1983, a déclaré maintes fois à l’époque : « Je suis d’accord pour que les juifs reviennent à Hébron et qu’il récupèrent toutes leurs propriétés à une seule condition : que les réfugiés palestiniens puissent retourner chez eux et récupérer leurs propriétés »,.
Le 2 mai 1980 un commando de quatre fedayin du Fatah posté sur les toits avoisinants Beit Hadassah tire et lance des grenades sur un groupe d’étudiant. Six d’entre eux seront tués: deux Israéliens, deux Américains, un Canadien et vingt autres blessés. L’armée israélienne a dynamité ensuite les  bâtiments situés en face de la colonie,,,. Le gouvernement israélien mit alors en œuvre « une réponse sioniste adéquate »: les colons juifs furent autorisés à s’installer dans la ville et les autorités financèrent la réhabilitation des anciens bâtiments de la communauté juive d’avant 1929. Le maire de Hébron, Fahed Al-Qawasmeh, fut déporté au Liban pour « incitation au crime »et l’armée israélienne dynamita les maisons palestiniennes proches de Kyriat Arba. Une partie de la colonie a été installée sur des bâtiments palestiniens existants. Deux caravanes résidentielles situées dans une rue voisine font également partie du complexe,,.
Pour rendre Beit Hadassah apte à une installation permanente, deux étages ont été ajoutés en 1985 dans un style combinant l'ancien et le nouveau, transformant la maison en un immeuble d'appartements.
Aujourd'hui, Beit Hadassah est le foyer d'une trentaine de familles juives et comprend une synagogue, une aire de jeux, des chambres d'hôtes et le musée historique d'Hébron. Le quartier de Beit Hadassah comprend la maison Schneerson; la maison de Rebbetzin Menucha Rachel Slonim, matriarche de Chabad à Hébron, qui sert de résidence et d'école maternelle; Beit Hashisha, qui commémore les six victimes de l'attaque terroriste de 1980, et Beit Romano où vivent et étudient les étudiants de Yeshivat Shavei Hevron.

## Situation politique
Contrairement à toutes les autres localités palestiniennes, à l'exception de Jérusalem-Est, Hébron a été la cible d'une intense activité de colonisation au cœur même de la ville, là où se trouvait autrefois son centre commercial. Ces activités, qui ont débuté quelques mois seulement après le début de l'occupation israélienne, ont entraîné la création de cinq colonies, comptant plusieurs centaines d'habitants: Beit Hadassah, Beit Romano, Tel Rumeida, Avraham Avinu, et Beit Hashalom. Certains de ces habitations appartenaient autrefois à des Juifs qui vivaient dans la ville avant même la création de l'État d'Israël.

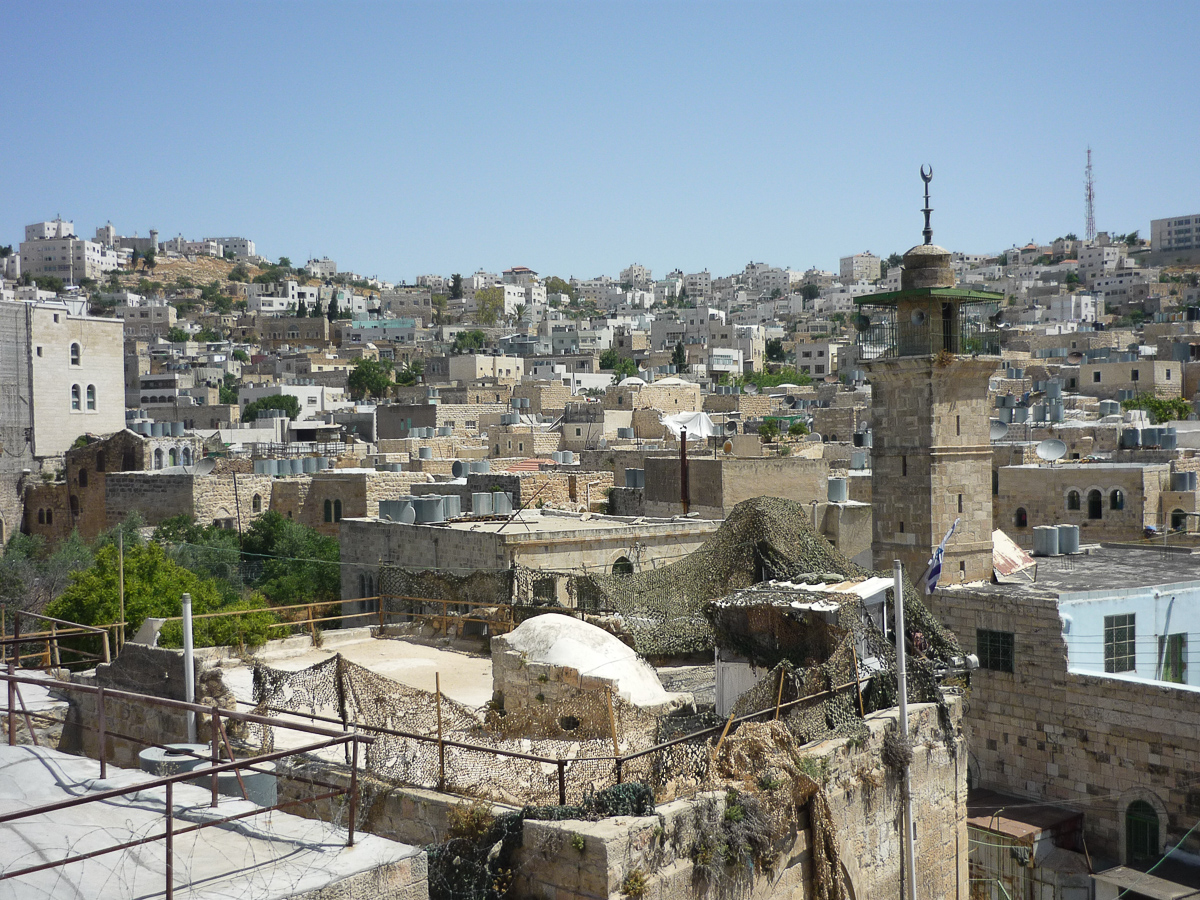
Toit d'une maison palestinienne occupé par l'armée israélienne

Dès le début, le processus de colonisation dans la ville a déclenché un cycle d'attaques et de représailles violentes entre les colons israéliens et les résidents palestiniens, qui a fait un grand nombre de victimes des deux côtés. Invoquant la nécessité de prévenir les frictions entre les deux populations, les autorités israéliennes ont progressivement isolé le centre d'Hébron du reste de la ville, coupant la contiguïté entre ses zones sud et nord . Cette politique a été guidée par ce que les autorités israéliennes appellent le " principe de séparation ".
Les origines de cette politique remontent à 1994 lorsque, à la suite d'un massacre de fidèles musulmans par un colon israélien, Israël a mis en place un système pour réglementer l'accès séparé à la Mosquée Ibrahimi/ Tombeau des Patriarches. La division en deux zones à souveraineté partagée, H1 et H2, a été officialisée en janvier 1997 par la signature entre l’autorité palestinienne et le gouvernement israélien du protocole d’accord sur le redéploiement dans la ville d’Hébron.

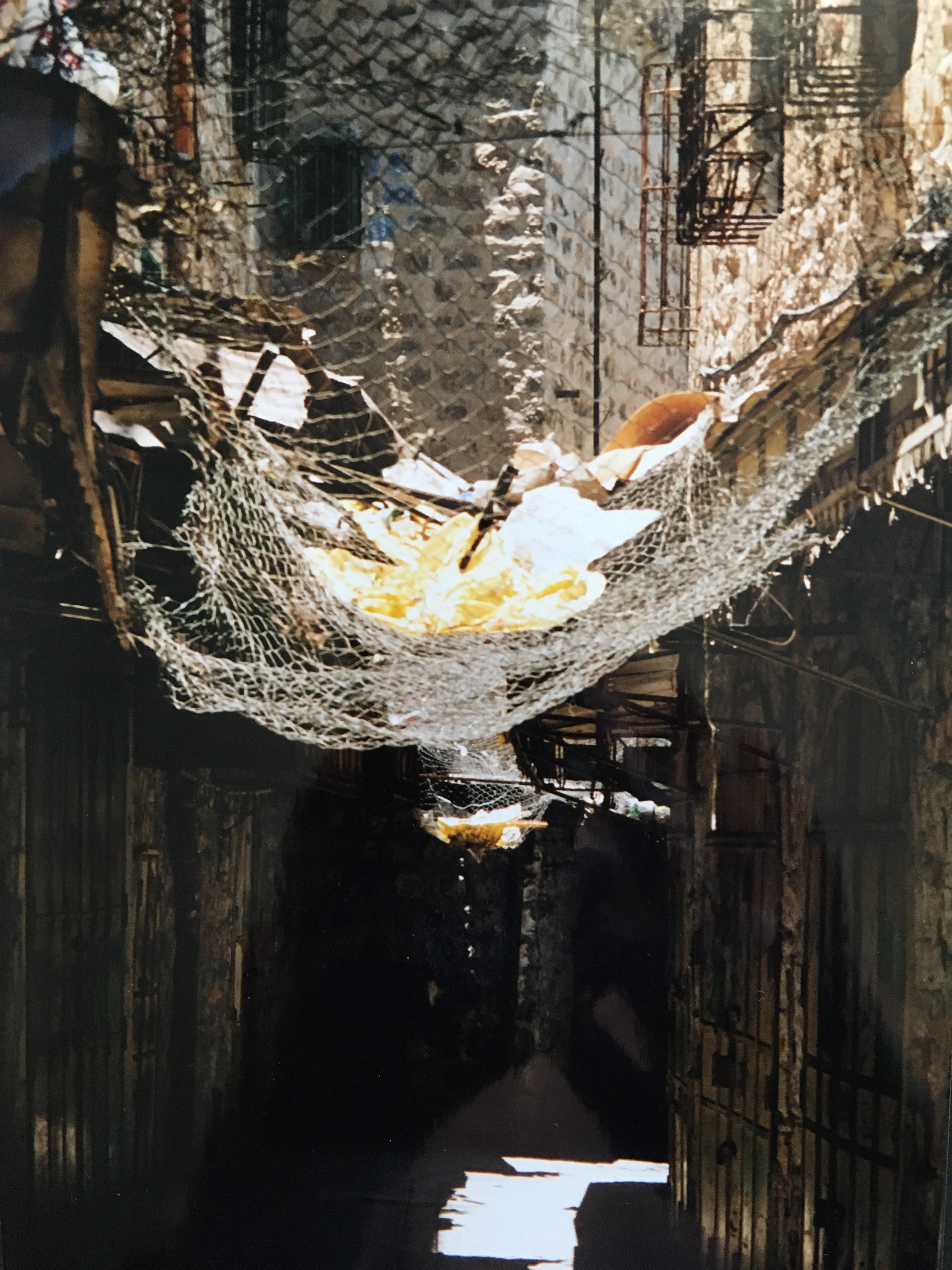
Filet de protection entre habitations palestiniennes et colonies israéliennes

Toutefois, ce n'est qu'après le début de la deuxième Intifada en 2000, et l'augmentation du nombre d'attaques et de victimes des deux côtés, que la séparation des zones de colonies et de leurs environs du reste de la ville a été mise en œuvre de manière systématique. Cette séparation s'est faite par le déploiement de points de contrôle supplémentaires et d'autres obstacles, ainsi que par l'imposition de restrictions d'accès à la circulation des Palestiniens. Pendant les trois premières années du soulèvement, Hébron connaîtra 377 jours de couvre-feu, dont un continu durant 182 jours. Dès le début de l’Intifada, des restrictions sans précédent sont imposées aux Palestiniens de la partie H2, provoquant un déplacement de population important vers l’ouest de la ville. En 2007, plus de 1 500 magasins de la zone H2 (soit près de 80 %) sont fermés, la moitié par décision militaire, l’autre à la suite du couvre-feu,.
Outre la violence des colons et les restrictions d'accès, la vie des Palestiniens de H2 a été gravement affectée par les incursions et les raids constants des forces israéliennes dans leurs maisons, qui comprennent souvent la prise de possession temporaire de certaines pièces, ou de toits. Ces politiques et pratiques ont créé un environnement coercitif qui a porté atteinte aux conditions de vie des Palestiniens. Des milliers de personnes ont été contraintes de quitter la zone.
En septembre 2017, le Commandement central de l’armée israélienne élargi les pouvoirs municipaux des résidents juifs de Hébron. Selon les fonctionnaires, cette décision permettrait de renforcer la communauté dans la cité divisée en Cisjordanie. L’ordonnance transfère la responsabilité des besoins en infrastructure des résidents, y compris l’électricité, l’entretien des routes et les eaux usées des Palestiniens au comité municipal de Hébron qui est sous la juridiction du ministère de l’Intérieur d’Israël. Cette décision a été vivement critiquée par l’ONG La Paix Maintenant.
En janvier 2019 le premier ministre israélien Benjamin Netanyahu annonce que son pays ne renouvellera pas le mandat de la Présence internationale temporaire à Hébron (TIPH) : "Nous n'autoriserons pas la poursuite de la présence d'une force internationale qui agit contre nous". Cette mission d'observation civile était composée d'observateurs venant du Danemark, d'Italie, de Norvège, de Suède, de Suisse, et de Turquie. Cette décision est jugée regrettable par La Suisse et les quatre autres pays ayant déployé des observateurs à Hébron, qui rejettent les accusations de l'Etat hébreu. La communauté juive d'Hébron a quant à elle salué cette décision.
En octobre 2020, le gouvernement israélien donne son feu vert à l'octroi de permis de construction pour 31 nouvelles unités dans la vieille ville, une première depuis deux décennies. Le début des travaux intervient alors que le nouveau gouvernement israélien de coalition, qui a mis fin en juin dernier à 12 ans de règne de Benjamin Netanyahu, a entamé des discussions avec l'Autorité palestinienne afin d'améliorer la vie quotidienne des Palestiniens sans aborder la question du processus de paix.